# Pleasure Man
Pleasure Man är ett musikalbum från 2004 av den svenska artisten Günther. Låtarna Ding Dong Song och Teeny Weeny String Bikini blev stora hits.

## Låtlista
1. Golddiggers
2. Ding Dong Song
3. Teeny Weeny String Bikini
4. Touch Me
5. Pleasureman
6. Crazy & Wild
7. One Night Stand
8. I’m Your Man (G.Ü.N.T.H.E.R.)
9. Naughty Boy
10. Enormous Emotion (I Love You)
11. Ding Dong Song (Soft Care)

Dessutom följer musikvideon till Ding Dong Song med.